# Булинский, Александр Вадимович
Булинский Александр Вадимович (род. 5 ноября 1952 года, Москва) — советский и российский математик, лауреат премии имени А. Н. Колмогорова (2021).

## Биография

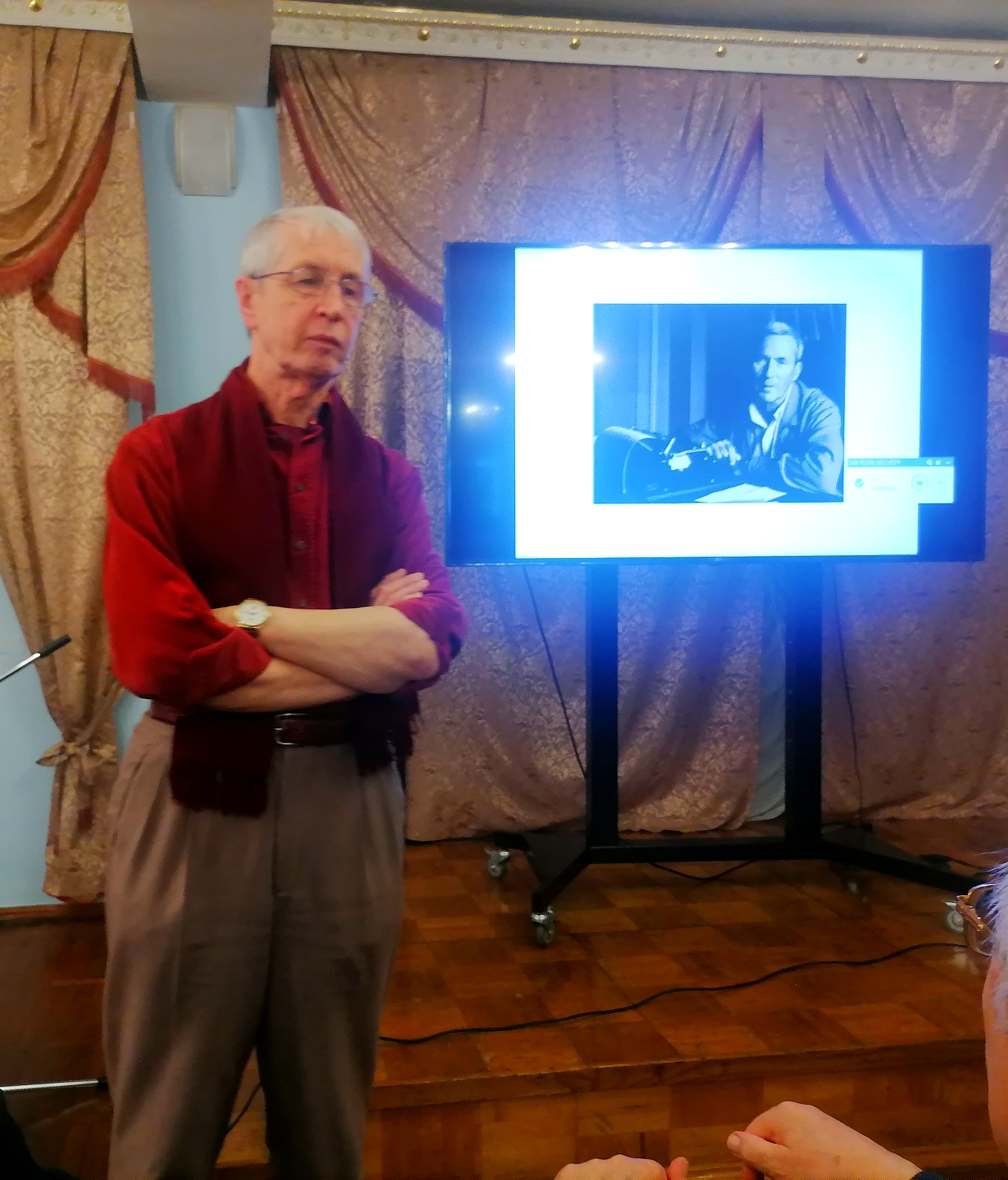
2023

В 2007 году утверждён герольдией Е. И. В.[уточнить] в потомственном дворянстве и внесён в общероссийскую дворянскую родословную книгу. Сын Вадима Александровича Булинского (1911—2006), внук Александра Людвиговича Булинского (1880—1966).
Окончил механико-математический факультет Московского университета (1974, с отличием), аспирантуру там же (1977), ученик А. Н. Колмогорова. Кандидат наук (1977), тема диссертации «Некоторые предельные теоремы для случайных процессов и полей с перемешиванием».
С 1977 года работает на механико-математическом факультете МГУ, с 1996 года — профессор кафедры теории вероятностей. В 1990 году защитил докторскую диссертацию «Предельные теоремы для случайных процессов и полей и их статистические приложения».

## Область научных интересов
Фундаментальные результаты в области случайных процессов и их приложений. Получены новые результаты в центральной предельной теореме; в исследовании многомерного уравнения Бюргерса при случайных начальных данных; в проблеме Ньюмена; в функциональном законе повторного логарифма; найдены функциональный аналог интегрального критерия Колмогорова-Петровского-Эрдеша-Феллера, скорость сходимости к шару Штрассена; асимптотические свойства ядерных оценок плотности и др.
Руководитель спецсеминара «Предельные теоремы для случайных процессов и полей».
Сотрудничает в редколлегии журнала «Фундаментальная и прикладная математика».
Член Европейского Комитета Международного Общества Бернулли по математической статистике и теории вероятностей. Член Американского Математического Общества. Член правления Московского Математического общества. Соросовский профессор (2000).
Подготовил 8 кандидатов наук. Автор более 110 научных работ.

## Награды и премии
- Премия имени А. Н. Колмогорова РАН (2021) — за цикл работ «Предельные теоремы и их приложения»
- Премия имени М. В. Ломоносова за научную деятельность II степени (2009) (с Шашкиным А. П.) за монографию «Предельные теоремы для ассоциированных случайных полей и родственных систем»[5]